# Tiepano
Tiepano é um composto orgânico heterocíclico.